# Picodynastornithes
A Picodynastornithes a madarak osztályába tartozó csoport. Két rend tartozik ide.

## Rendszerezés
Az alábbi két rend tartozik ide:
- Szalakótaalakúak
- Harkályalakúak

## Szalakótaalakúak
Az idetartozó madarak többsége nagyon színes tollazattal bír. Többségüknek három ujja előre-, míg egy hátramutat. A 3. és 4. ujjak a tövüknél össze vannak forrva. Sok jégmadár esetében e két ujjból az egyik hiányzik.
E madárrend fajainak a többsége óvilági elterjedésű, csak a todik, a motmotok és néhány jégmadár található meg az Amerikákban.

## Harkályalakúak
Eme madarak két lábujja előre, kettő hátra mutat: a külső lábujj zárkózik a hátsó mellé – akár a papagájoknál, a kakukkoknál, a baglyoknál, a halászsasnál, a turákóknál, az egérmadaraknál és némely sarlósfecskéknél. Valamennyi fajuk zárt üregben költ, csupaszon és vakon kikelő fiókáik (kivételt képeznek a jakamárfélék: fészeklakók) vannak.
Ebbe a rendbe manapság 9 család, 71 nem és 458 recens faj tartozik.